# Carsko zvono
Carsko zvono (ruski: Царь-колокол) je ogromno zvono koje se nalazi unutar zidina Moskovskog kremlja (do najvećeg topa na svijetu Car puška). Carsko zvono je najveće zvono na svijetu, teži 216 tona, visoko je 6,14 metara, i promjer mu iznosi 6,6 metara. 
Zvono je naručila ruska carica Ana. Izlili su ga od bronce Ivan Motorin i njegov sin
Mihail 1733. – 1735. godine. No, zvono nikada nije zazvonilo. Tijekom požara 1736.g. zvono je oštečeno, dok je još bilo u izradi (pri čemu se odlomio dio težak 11,5 tona). 
Godine 1836.g. Carsko zvono je postavljeno na pijedestal u Moskovskom kremlju, nakon gotovo stoljeća ležanja u radionici.